# Botanischer Garten Gardone

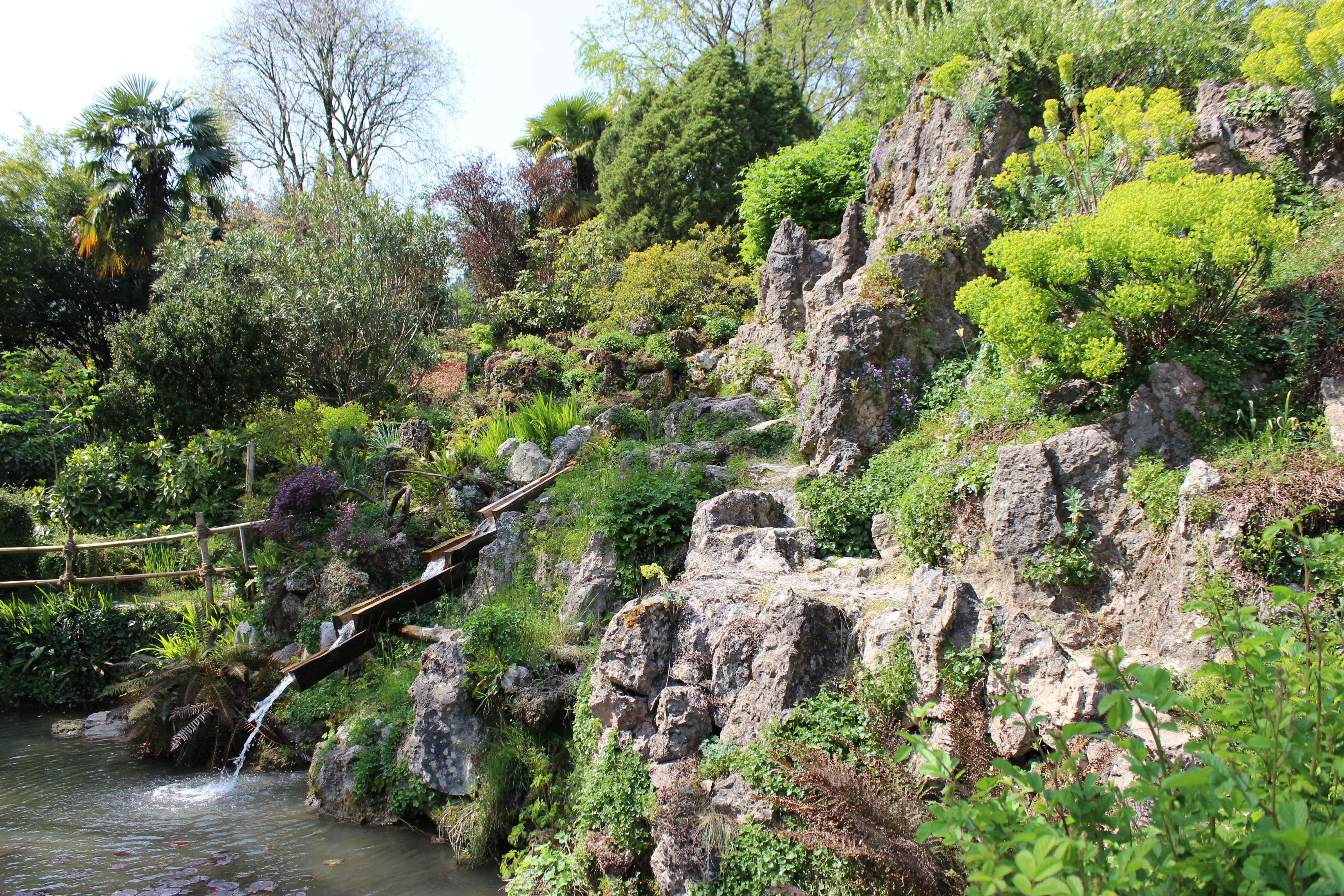
Alpinum

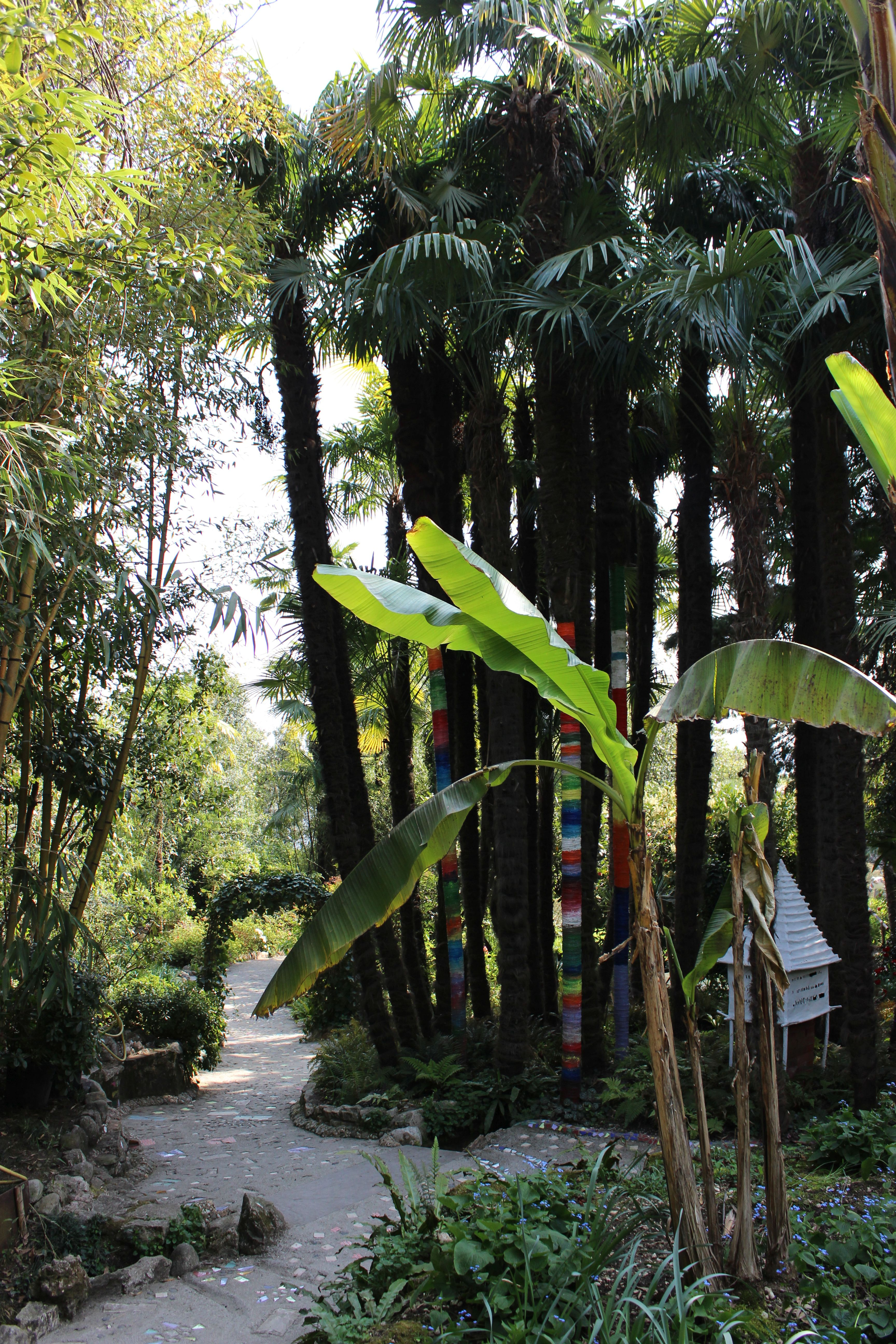
Palmenwald

Der Botanische Garten Gardone befindet sich in der Region Lombardei in der Provinz Brescia und liegt in der Gemeinde Gardone Riviera an der Via Roma. Die Anlage befindet sich heute im Besitz des österreichischen Immobilien-Investors Günter Kerbler und ist jährlich zwischen März und Oktober der Öffentlichkeit zugänglich.

## Geografie
Der ca. 1,5 Hektar große Garten befindet sich im nördlichen Zentrum von Gardone westlich der Gardesana Occidentale. Der Garten ist leicht nach Südosten geneigt und besteht aus eiszeitlichen Moränenresten. Diese wurden durch umfangreiche Erdarbeiten zu Terrassen für den Wein und Olivenanbau strukturiert, so dass sich später ideale Bedingungen für die unterschiedlichsten Pflanzen des Gartens, von einer einfachen Rasenfläche bis zum Alpinum, ergaben.

## Geschichte und Beschreibung
Die Anfänge des Gartens gehen auf das zweite Jahrzehnt im 20. Jahrhundert zurück. Der Zahnarzt und Botaniker Arthur Hruska (1880–1971) legte zwischen 1910 und 1914 das Kernstück für diesen Garten, der aus einem Weinberg und einem Olivenhain entstand. Damit verfolgte er seinen botanischen Traum, der Erschaffung eines Weltgartens. Immer wieder pflanzte er im Laufe der Jahre neue exotische Pflanzen an, erschuf künstliche Berge im Zentrum des Gartens; aus umliegenden Quellen gespeiste Bachläufe wurden zu einem Geflecht mit vielen Teichen erweitert. Diese Landschaften wurden dabei so naturnah wie möglich angelegt und bieten den Besuchern einen harmonischen Ort des Genießens. Nach dem Tode Arthur Hruskas verlor der Garten seine Bedeutung und erreichte erst 17 Jahre später, nach der Übernahme durch die André-Heller-Stiftung, wieder die ihm zukommende Beachtung. Seit 1988 bewirtschaftete die Fondazione Heller den Garten mit seinen über 3000 Pflanzenarten, ergänzt durch zeitgenössische Skulpturen, die sich harmonisch in die Landschaft einfügen. So trifft man im Garten auf Werke von Roy Lichtenstein, Keith Haring, Susanne Schmögner, Erwin Novak, Edgar Tezak, Rudolf Hirt, Niki de Saint Phalle und natürlich auch auf Werke von André Heller selbst. 2014 verkauft die italienischen Stiftung Fondazione Andre Heller den Skulpturengarten an den österreichischen Immobilien-Investor Günter Kerbler, der Park wird jedoch weiter unter der Marke Heller geführt.

## Galerie

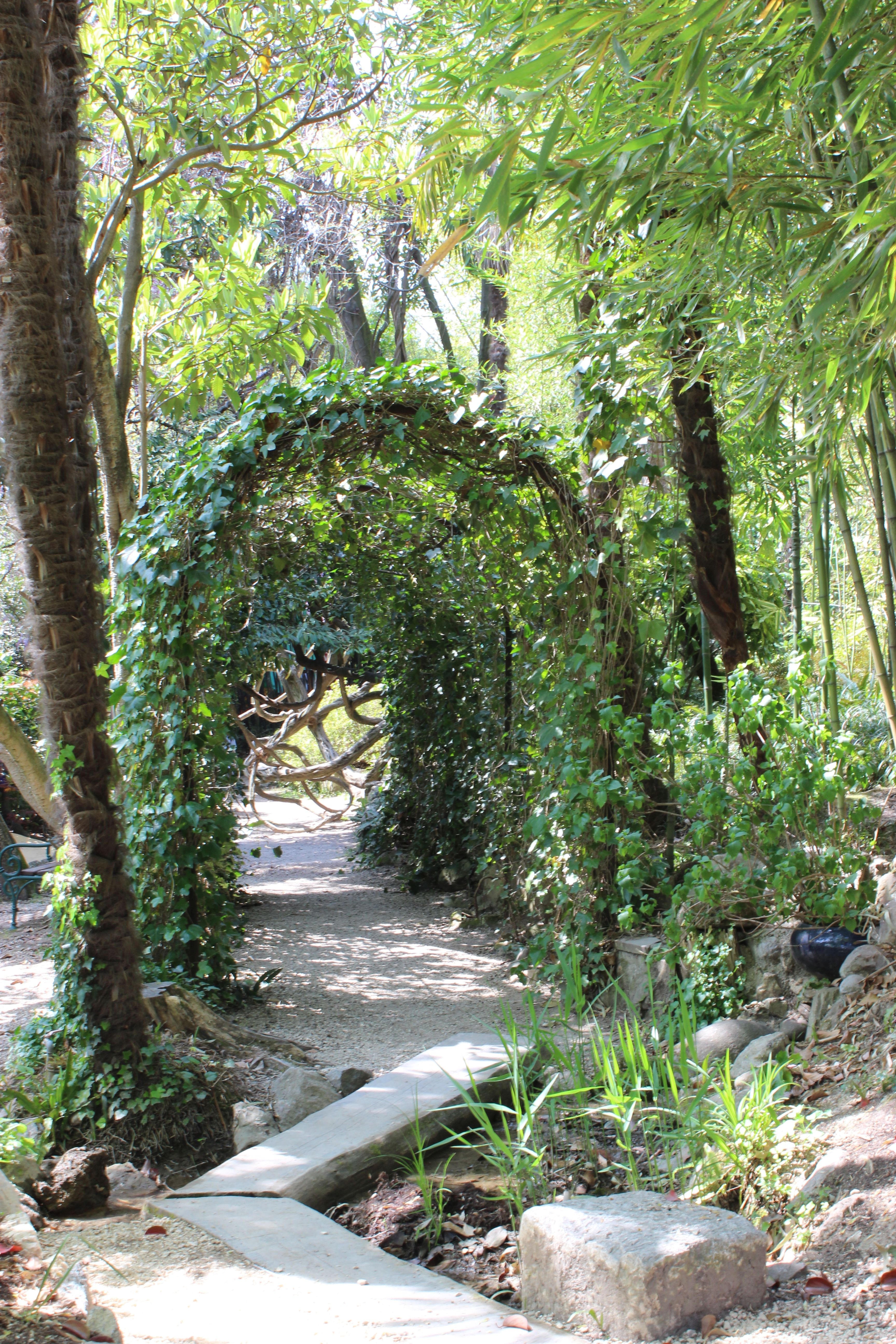
Pflanzengang
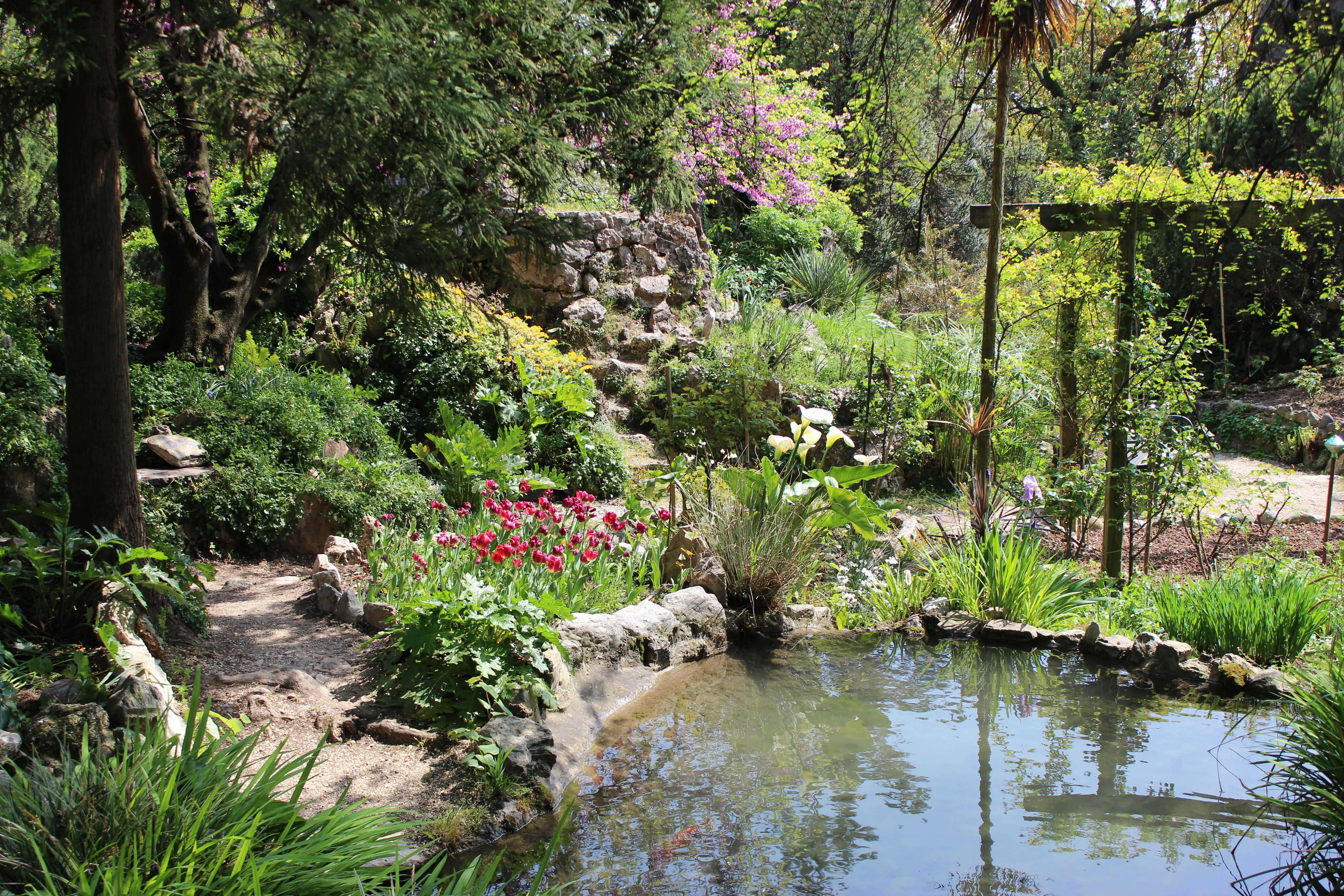
Wassergarten
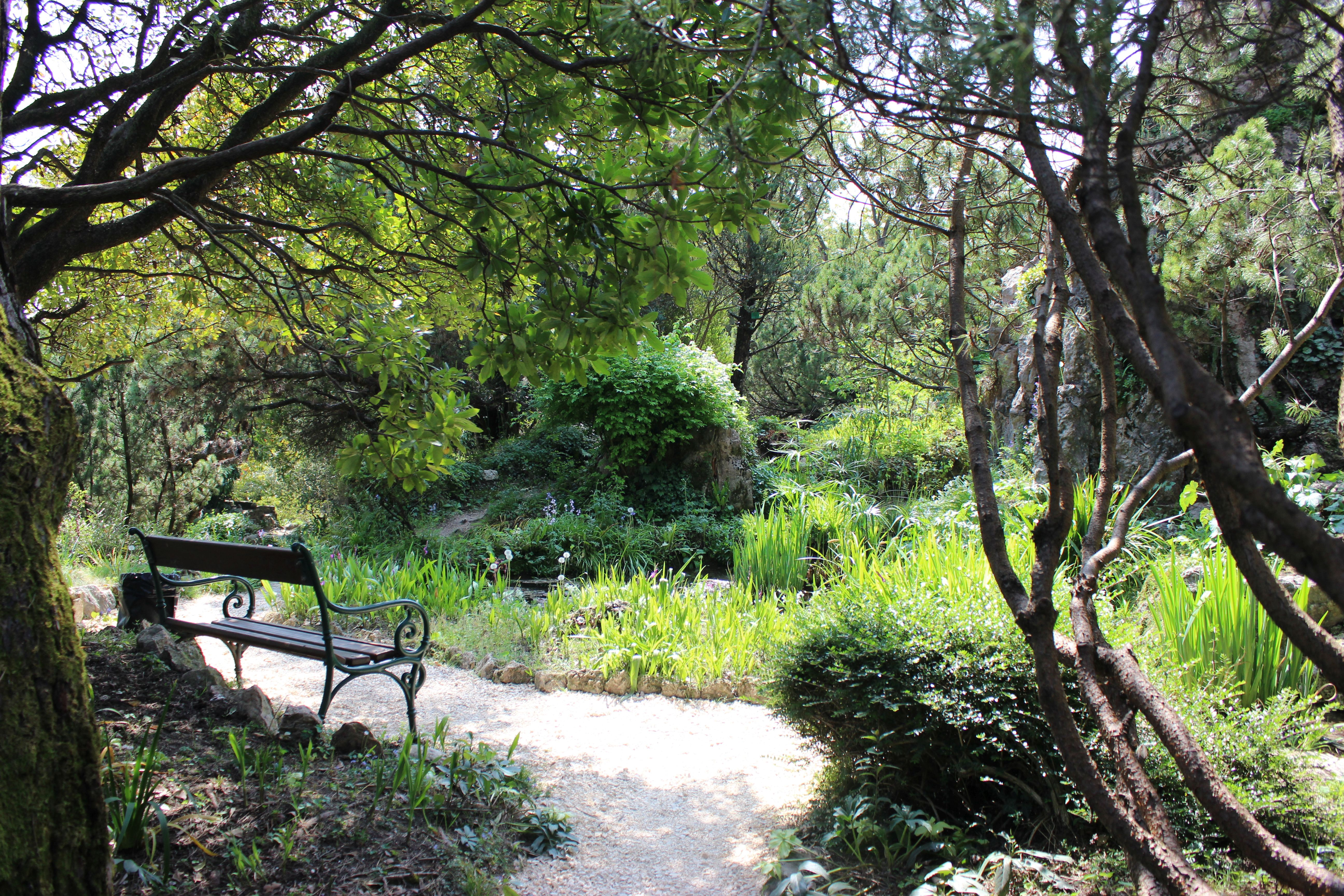
Ruheplatz
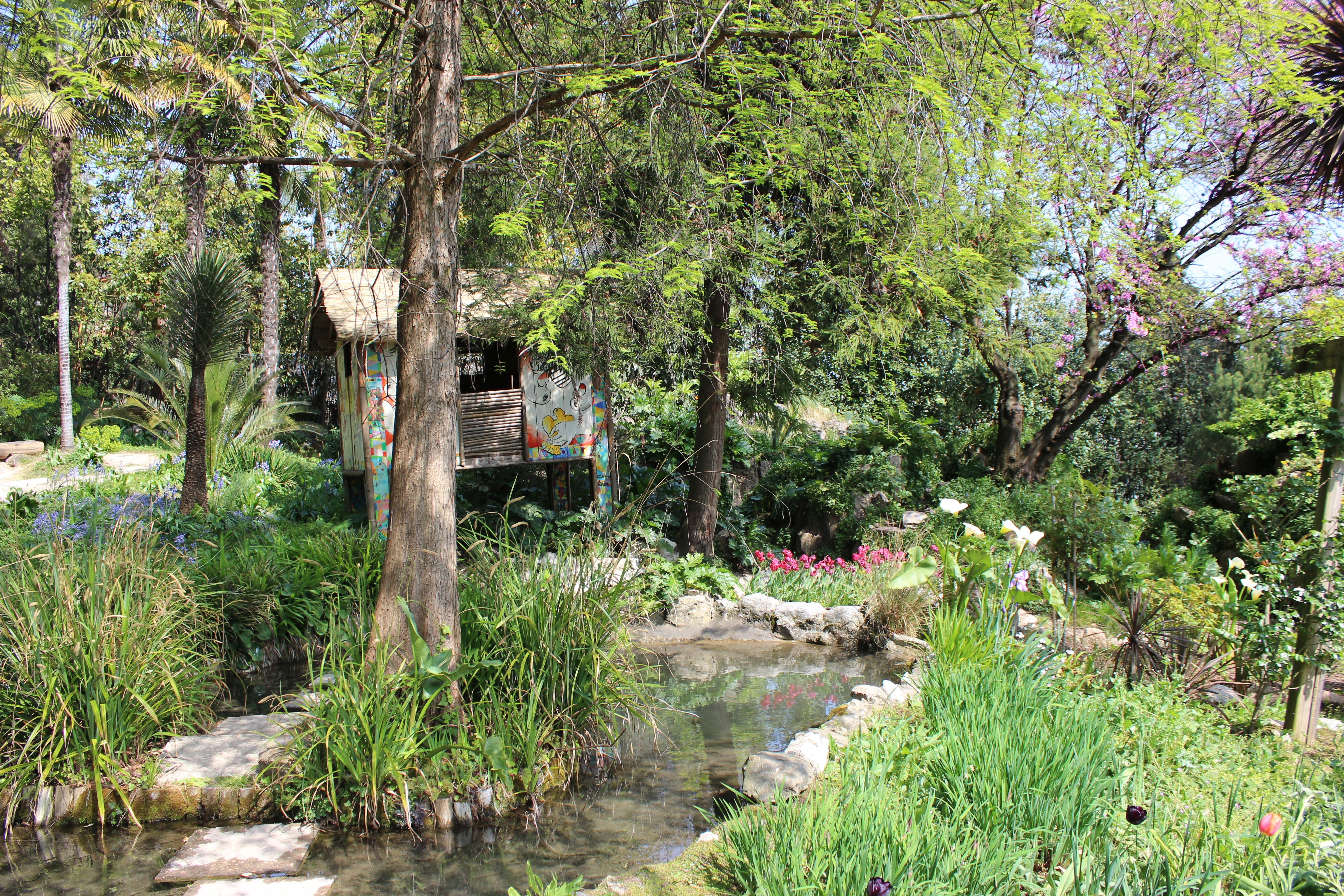
Bachlauf
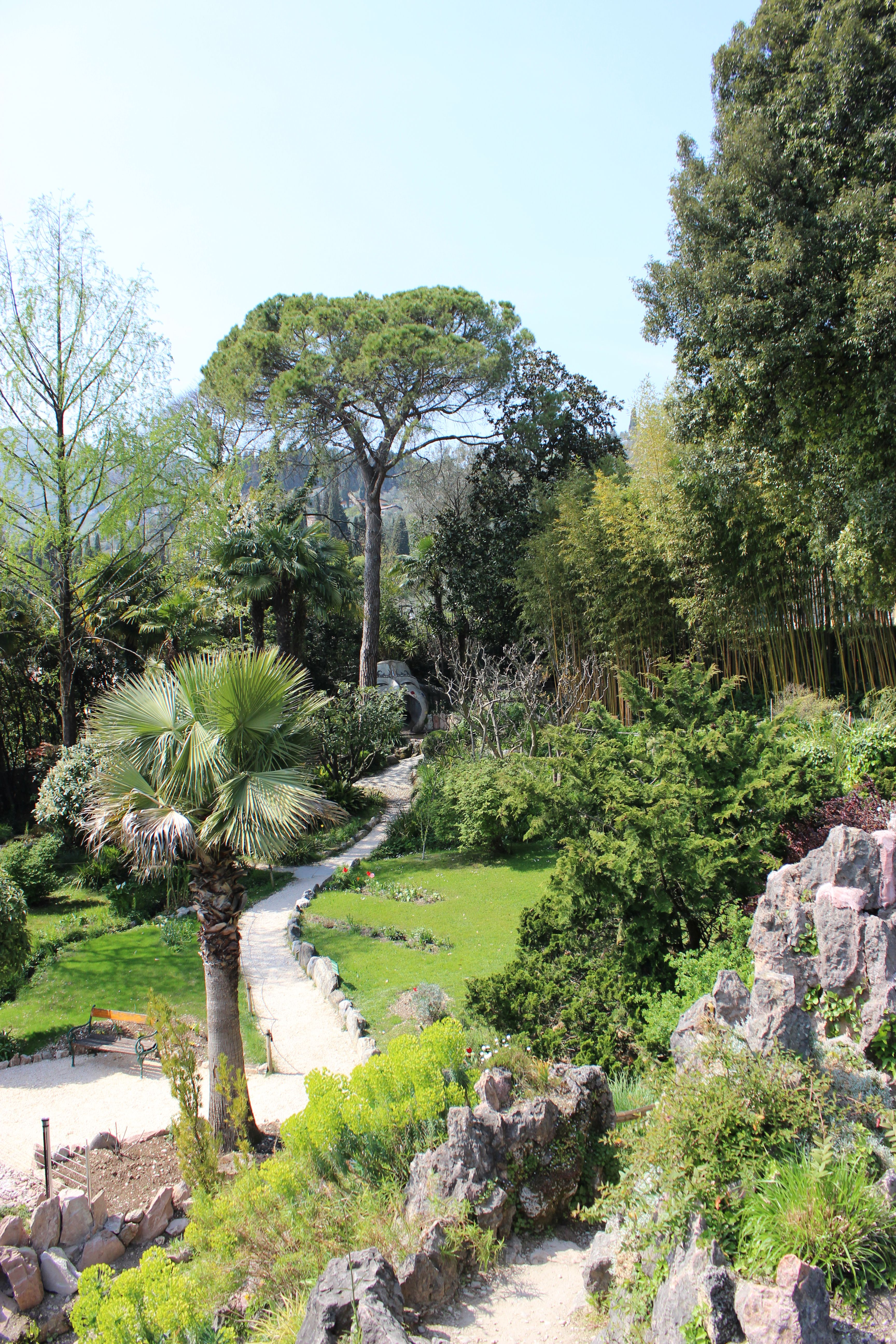
Wanderweg